# Torre del Río Real
La Torre Río Real o Torre del Río Real es una torre almenara situada en el municipio de Marbella, en la provincia de Málaga, Andalucía, España.
Se trata de una torre de 10,85 metros de altura y 22 de circunferencia, situada junto a la autovía del Mediterráneo, a la altura de río Real, de donde proviene su nombre.
Al igual que otras torres almenaras del litoral mediterráneo andaluz, la torre formaba parte de un sistema de vigilancia de la costa empleado por árabes y cristianos y, como las demás torres, está declarada Bien de Interés Cultural.
Construida en 1575, dejó de usarse tras la Guerra de la Independencia, ya en el siglo XVIII.